# Marietta, Minnesota
Marietta là một thành phố thuộc quận Lac qui Parle, tiểu bang Minnesota, Hoa Kỳ. Năm 2010, dân số của thành phố này là 162 người.

## Dân số
- Dân số năm 2000: 174 người.
- Dân số năm 2010: 162 người.